# かみかみかえし
『かみかみかえし』は、遠山えまによる日本の少女漫画作品。『なかよしラブリー』（講談社）にて2010年初夏の号から2011年秋の号（最終号）まで連載された後、『なかよし』（同社刊）へ移籍し2012年3月号から2016年5月号まで不定期連載された。
この他、移籍以前に『なかよし』2011年7月号には番外編が掲載されている。

## ストーリー
疲れた神様を、神束家の本家の少女が髪の毛の中に入れ、元気になるまで休ませ、お返しする儀式を、「神々返し」という。本来、その力を受け継ぐはずだった神束家の本家の少女・ルリが力を享受する儀式をしていた際、分家の少女・ましろが部屋に入ってしまったことで、髪の中に神様を入れ休ませることのできる力は、ましろに宿ってしまう。それ以来、髪の中から神様が出てくるまで、ましろは神束家のお屋敷にある小部屋に13年間幽閉されることとなる。
ところがある日、ましろの髪の中から、毛むくじゃらの小さな生き物・ウノとサノが飛び出してくる。

## 登場人物
ましろ
神束家の分家の少女。3歳の頃に神束家の本家の少女・ルリが力を享受する儀式をしていた部屋に入り込んでしまったため、髪の中に神様を入れ、休ませることのできる力を宿してしまう。本来の年齢は16歳だが、それ以来、体の成長が遅くなってしまっており、幼女の姿をしている。
本家の当主・茜の恨みを買ってしまったため、母親と離れ離れにされ、13年間、神束家の小部屋から一歩も出させてはもらえない生活を送っている。外の世界のことは本で読んだだけの知識しかなく、いつも鉄格子のはめられた小窓から外を眺めている。その様子から、近所の子どもたちには「オバケ」だと間違われている。
髪の中から神様が出てくるまで、髪もずっと切ってはいけない、外へ出てはいけないとあかねから言いつけられているが、実は茜がましろを永遠に閉じ込めておくために、はやてに神を封印する霊符を宿した櫛でましろの髪を梳くよう命じている。
ある日、髪の中から飛び出してきた毛むくじゃらの小さな生き物を、ウノ・サノと名づける。ウノ・サノがやってきた日から、ましろが閉じ込められていた部屋の封印が解かれ、外の世界へ飛び出すことに成功する。
「自由になりたい」と願うと、ウノ・サノがましろの頭上に乗ったことで、体が本来の16歳の姿に成長し、髪に施されていた封印が解けてしまう。それから、ましろの髪の中に閉じ込められていた神様が次々に出現し始める。
神束家を飛び出してからは、ヒノカグことヒノカグツチを祀ってきた神社に身をよせることとなる。
尚、16歳の姿になっていられるのは、ウノとサノが頭の上に乗っている時のみであり、平常時は幼女の姿をとっている。
神束家に幽閉されていた頃は、冷めた料理しか与えられず、入浴も小さな桶でしか済ませたことがないほか、世間のあらゆる物事は基本的に本で読んだ知識しか持っていないため、神束家を出てからは世間の様子に驚いてばかりいる。
黒宮はやて
ましろの幼馴染であり、神束家につかえる髪梳き師。黒髪で、いつもダークスーツを着ている。茜の命令により、霊符を宿した櫛でましろの髪を梳くことでましろの髪から神様が出られないよう封印を施している。
本心ではましろのことを大切に思っており、ましろに幽閉された生活を続けさせていたのは、ましろの身の安全を思ってからの行動である。
ましろがヒノカグによって外の世界へ飛び出していこうとした際、ヒノカグと戦ってましろを引きとめようとするが、茜がましろを人質にとって体を傷つけようとしたことで、神束家にいることはましろにとってもはや安全ではないと判断し、ましろ・ヒノカグと共に神束家を飛び出す。
折り紙や人の型に切った紙に自らの髪の毛を宿すことで、「式神」ならぬ「式髪」を使うことができる。
幼女の姿をしているましろを可愛がっており、ヒノカグには「ロリコン野郎」呼ばわりをされている。神束家からましろを連れだした張本人であり、よくましろに抱きつくことのあるヒノカグとは、仲が悪い。
- 朱雀

折り紙で作った鶴に、自らの髪を宿すことで、巨鳥として操作することができる。
- 零式

人の型に切った紙に、自らの髪を宿すことで、自在に操作することができる
ウノ・サノ
ましろの髪の中から飛び出した、2匹の毛むくじゃらの小さな生き物。「ノー」と鳴き、言葉をしゃべることはできない。外の世界の知識があまりないましろは、白くて毛が生えていることから羊だと思い込んでいる。ましろは、ウノ・サノが頭上に乗ると本来の16歳の姿に変身することができる。
ヒノカグ
「火を統べし久遠の神」であるヒノカグツチであり、ましろの髪から出てきた神様の1柱。金髪をポニーテールにしており、現代の若者のような言葉つかいをする。ずっとましろの髪の中にいたため、長い間封印をしてきたはやてや、神束家の人間のことを忌み嫌っている。
炎を自在に操ることができるが、ずっと封印されていたため、燃やす場所や火の加減がうまくコントロールできず、トラブルを起こしてばかりいる。
全国各地にあるヒノカグツチを祀っている神社を「別荘」と呼んでおり、そのうちの1つに、ましろ・はやてと共に身を寄せる。
タケミカ
「剣の神」であるタケミカヅチであり、ましろの髪から出てきた神様の1柱。戦国武将の姿をしており、古風なしゃべり方をする。剣を自在に操ることができ、戦闘力が高く、とても落ち着いた性格をしており、頼りになる部分が多い。だが、初心な部分が多く16歳の姿をしたましろなど、女性に近づかれると赤面し動揺してしまう。
神束茜（かみつか あかね）
神束家当主。神束家の本家の少女であり実娘であるルリが力を享受する儀式をしていた際、髪の中に神様を入れ、休ませることのできる力を宿してしまった分家の少女であるましろのことをうらんでおり、13年間ましろを幽閉し、髪から神様が出られないようはやてに封印を命じてきた。
髪の中に入れた神を休ませることで、神に願いをかなえてもらえる力によって、神束家を繁栄させ続けてきたが、実際は神様を「願いをかなえる道具」としか思っていない。
神束家を飛び出したましろたちを始末するため、追っ手としてみどりを差し向ける。
神束翠（かみつか みどり）
神束家当主の息子であり、ルリの兄。ましろにとっては従兄弟にあたる。茜同様、髪の中に神様を入れ、休ませることのできる力を宿してしまったましろのことを恨んでおり、神社に身を寄せていたましろ達の前に、追っ手として登場する。
神束ルリ
神束家の本家の娘。生まれてきたときから「神々返し」の儀式と神束家の繁栄のことを教え込まれてきたが、儀式の際に、ましろに髪の中に神様を入れ休ませることのできる力が宿ってしまったため、「家の恥」として神束家を追い出されてしまう。
神束碧
神束家当主・茜の「神様は神束家を繁栄させるための願いをかなえる道具」という考えに反対しており、ましろに髪の中に神様を入れ、休ませることのできる力が宿ってしまったことで神束家をおわれる身となってしまう。茜の姉。
ましろは、「髪の中の神様をすべて出すことができたら会わせてあげる」と言い聞かされている。はやて曰く、実際はつかまってはおらず、今は会いに来られないだけだとのこと。昔は神々返しの巫女で、普通五年かかる神々返しを半年でしてしまう特別な髪を持っていた。さらにその髪は、最高級羽毛布団でもかなわない寝心地のよさだった。最後の願いごとは「今後神束家に神々返しができないようにすること」だった。
あさぎ
ヒノカグを祀る神社の孫娘。日中は学校に行っているが、休日は神社で巫女をしている。ましろ達を神社にかくまうことになった際は、「宿代は体で払え」と家事を手伝わせようとし、巫女の仕事をましろに手伝わせる時には「参拝者の財布から金を根こそぎ落とさせろ」と命じるなど、神社の娘のわりにはセコイ性格をしている。
あさぎの祖父
ヒノカグを祀る神社の神主。少々キツイあさぎの性格には手を焼いている様子。
ふっつー
タケミカのパートナー的存在。剣の神。ましろの髪から出てきた神様の1柱。
コノハナさくや姫
ましろの髪から出てきた神様の1柱。神界一の絶世の美女である桜の神。子供の姿で性格はわがまま。日本酒が大好き。ましろの母碧を知っている。
黒い巫女
ましろの代わりとなる神束家の巫女。ましろから神様を奪い取り、神様のもう1つの顔を引き出す「神々剥がし」をすることを望む。

## 書誌情報
- 遠山えま『かみかみかえし』講談社〈講談社コミックスなかよし〉、全8巻
  1. 2011年6月6日発売[1]、ISBN 978-4-06-364310-7
  2. 2012年6月6日発売[2]、ISBN 978-4-06-364354-1
  3. 2013年6月13日発売[3]、ISBN 978-4-06-364385-5
  4. 2014年6月13日発売[4]、ISBN 978-4-06-364429-6
  5. 2014年11月13日発売[5]、ISBN 978-4-06-364448-7
  6. 2015年6月12日発売[6]、ISBN 978-4-06-364474-6
  7. 2015年11月13日発売[7]、ISBN 978-4-06-364490-6
  8. 2016年6月13日発売[8]、ISBN 978-4-06-391516-7